# Karszy
Karszy (uzb. Qarshi/Қарши) – miasto w Uzbekistanie, nad Kaszka-darią, ośrodek administracyjny wilajetu kaszkadaryjskiego. Około 231 tys. mieszkańców.